# Goldenberg-Skandal
Im sogenannten Goldenberg-Skandal, der sich Anfang der 1990er Jahre in Kenia ereignete, ging es um eine Summe an Korruptionsgeldern, die mit etwa 700 Millionen Euro 10 Prozent des Bruttosozialprodukts des Landes umfasste. Offensichtlich waren neben korrupten Wirtschaftskapitänen zahlreiche Mitglieder der damaligen Regierung von Präsident Daniel arap Moi, aber auch einige der neuen Regierung von Präsident Mwai Kibaki (seit 2002/03) involviert. Aus beiden Regierungen waren die Präsidenten nicht selbst beteiligt, bei Moi jedoch seine Kinder und verschiedene Hintermänner.

## Steuerfreiheit und Subventionen
So wie die meisten Länder auch, garantiert die Regierung Kenias großen internationalen Wirtschaftsfirmen Steuerfreiheit auf bestimmte Exportgüter und subventioniert diese gelegentlich. Exporteure, die nach dem Verkauf ihrer Waren auf dem Weltmarkt harte Währung (US-Dollars) einnahmen und diesen Erlös bei der Kenya Central Bank in Kenia-Schilling (KES) anlegten, erhielten von der Bank zusätzlich eine Subvention angerechnet in Höhe von 20 Prozent der umgetauschten Summe. Nun hat Kenia kaum hochwertige Exportgüter wie Diamanten oder Erdöl. Doch in Kenia gibt es eine winzige Goldmine bei Kakamega, die zum Bruttosozialprodukt des Landes nur geringfügig beiträgt. Doch wenn man Gold aus dieser Mine ausführt und auf dem Weltmarkt verkauft, kann man durch die von Regierung angewiesenen Subventionszahlungen einen satten Gewinn machen. Allerdings ist das Gold in dieser Menge gar nicht vorhanden. Hier beginnt nun der Skandal.

## Der Trick
Die Transaktionen begannen 1991 unmittelbar nachdem die kenianische Regierung unter Moi begonnen hatte, Wirtschaftsreformen anzupacken, und das Land für den Weltmarkt und internationale Investitionen geöffnet hatte. Die Drahtzieher in Wirtschaft und Regierung  fanden einen Weg, Gold in großen Mengen zu fördern: es wurde in den Kriegswirren einfach aus dem benachbarten Kongo eingeschmuggelt und als kenianisches Gold auf dem Weltmarkt verkauft. Auf Seiten des Kongo wurden dadurch dortige Kriegsausgaben finanziert. Weil für das verkaufte Gold harte Währung nach Kenia floss, zahlte die Regierung Subvention an die Firma Goldenberg International als Provision. Goldenberg erzielte damit 35 Prozent über dem Weltmarktpreis. Wie viel Gold tatsächlich exportiert wurde, ist noch ungeklärt.

## Die Profiteure
Ein einträgliches Geschäft, an dem viele Teilhaber reich wurden, wie erst später bekannt wurde auch nahezu die gesamte Regierungsmannschaft von Präsident Moi. Architekt des großen Deals aber war der kenianische Geschäftsmann Kamlesh Pattni mit einem Verwandten. Pattni dirigierte zusammen mit Kanyotou, einem Bankdirektor der First American Bank und Leiter der „Special branch“ (einer Sondereinheit der paramilitärischen Polizei), Goldenberg International. Expräsident Moi gab er als Aktionär der Firma an. Beteiligt am Goldenberg-Reibach waren auch die beiden Söhne Mois und seine Tochter. Darüber hinaus war die Korruption bis in die höchsten Justizkreise vorgedrungen; 23 der höheren Richter Kenias verloren ihre Posten, nachdem ihnen Korruption nachgewiesen werden konnte. Vermutlich flossen auch Schweigegelder an Journalisten.
1993 wurden die Goldenberg-Transaktionen gestoppt, nachdem sie durch Aussagen von David Munyakei verraten worden waren. Untersuchungen der Affäre begannen schon unter Moi, sie wurden unter Kibaki fortgesetzt; seitdem wurde über den Goldenberg-Skandal in den Medien fast täglich berichtet.

## Bosire-Report
Unter Kibaki untersuchte der Richter Bosire den Goldenberg-Skandal. Am 3. Februar 2006 legte er seinen so genannten „Bosire-Report“ vor. Der Report empfahl, den damaligen Erziehungsminister George Saitoti anzuklagen und Ex-Präsident Moi zu verhören. Saitoti war unter Moi sowohl Vizepräsident als auch Finanzminister gewesen. Präsident Kibaki verkündete am 13. Februar 2006 den freiwilligen Rücktritt seines altgedienten Ministers.
Der Report hielt fest, dass die Firma Lima Ltd., die neben anderen Mois Sohn Gideon Moi und Nicholas Biwott gehörte, von Goldenberg  6,3 Millionen KES (80.000 EUR) erhalten hatte und keiner der Firmeninhaber darüber eine Aussage machen konnte, für welche Leistung. Etwa 160 Milliarden KES (2 Milliarden EUR)
der Regierungsgelder waren an 487 Firmen und Einzelpersonen verteilt worden. An der Spitze der Korruptionsliste stand Goldenberg mit 35 Milliarden KES (440 Millionen EUR).
Am 31. Juli 2006 entschied der oberste kenianische Gerichtshof, Saitoti als Mittäter im Goldenberg-Skandal nicht anzuklagen. Dies hatte eine negative Reaktion seitens der Medien (Kenyan Times, Daily Nation) zur Folge.
Am 15. November 2006 wurde er von Präsident Kibaki als Erziehungsminister wieder eingesetzt.